# Saint-Amans-des-Cots
 Saint-Amans-des-Cots  là một xã ở tỉnh Aveyron, thuộc vùng Occitanie ở miền nam nước Pháp.